# João Silva (fotograaf)

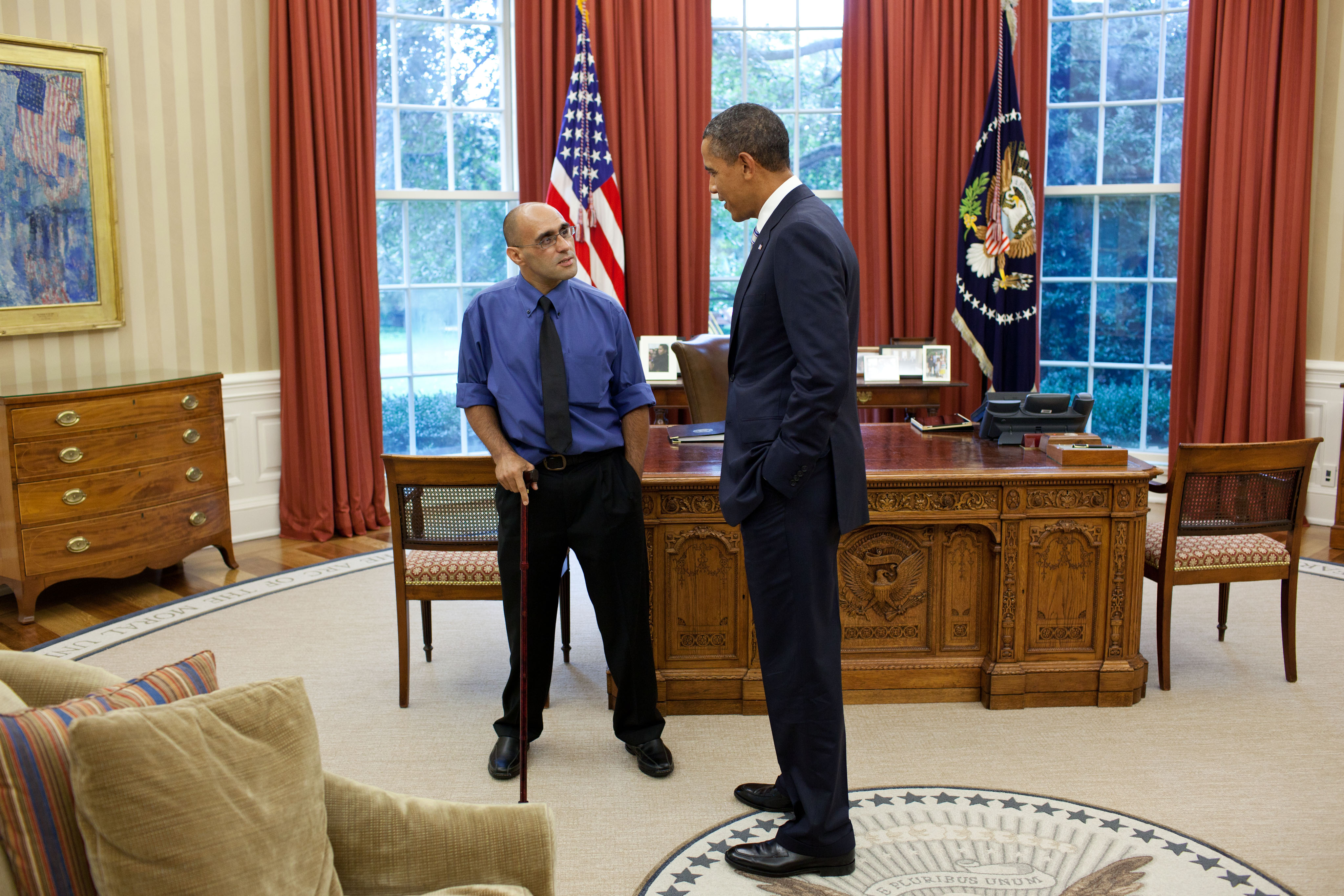
Silva (links) met president Obama in het Witte Huis

João Silva (Lissabon, 9 augustus 1966) is een Portugees fotograaf en schrijver en tevens lid van The Bang Bang Club.

## Biografie
Hij was een fotograaf gedurende de apartheid en het democratiseringsproces in Zuid-Afrika. Samen met drie bevriende fotografen vormde hij The Bang Bang Club. Hij is mede-auteur van het boek The Bang Bang Club dat zijn ervaringen met de vier bevriende fotografen beschrijft. Het boek werd in 2010 verfilmd tot The Bang Bang Club. Tijdens een opdracht in Afghanistan op 23 oktober 2010 liep hij op een landmijn en verloor zijn beide benen.
Hij is getrouwd en heeft twee kinderen.

## Eerbetoon
- 1992 - SA Press Photographer of the Year
- 1992 - World Press Photo, tweede plaats en honourable mention
- 2012 - Ordem da Liberdade door de Portugese overheid